# Mimara-Museum

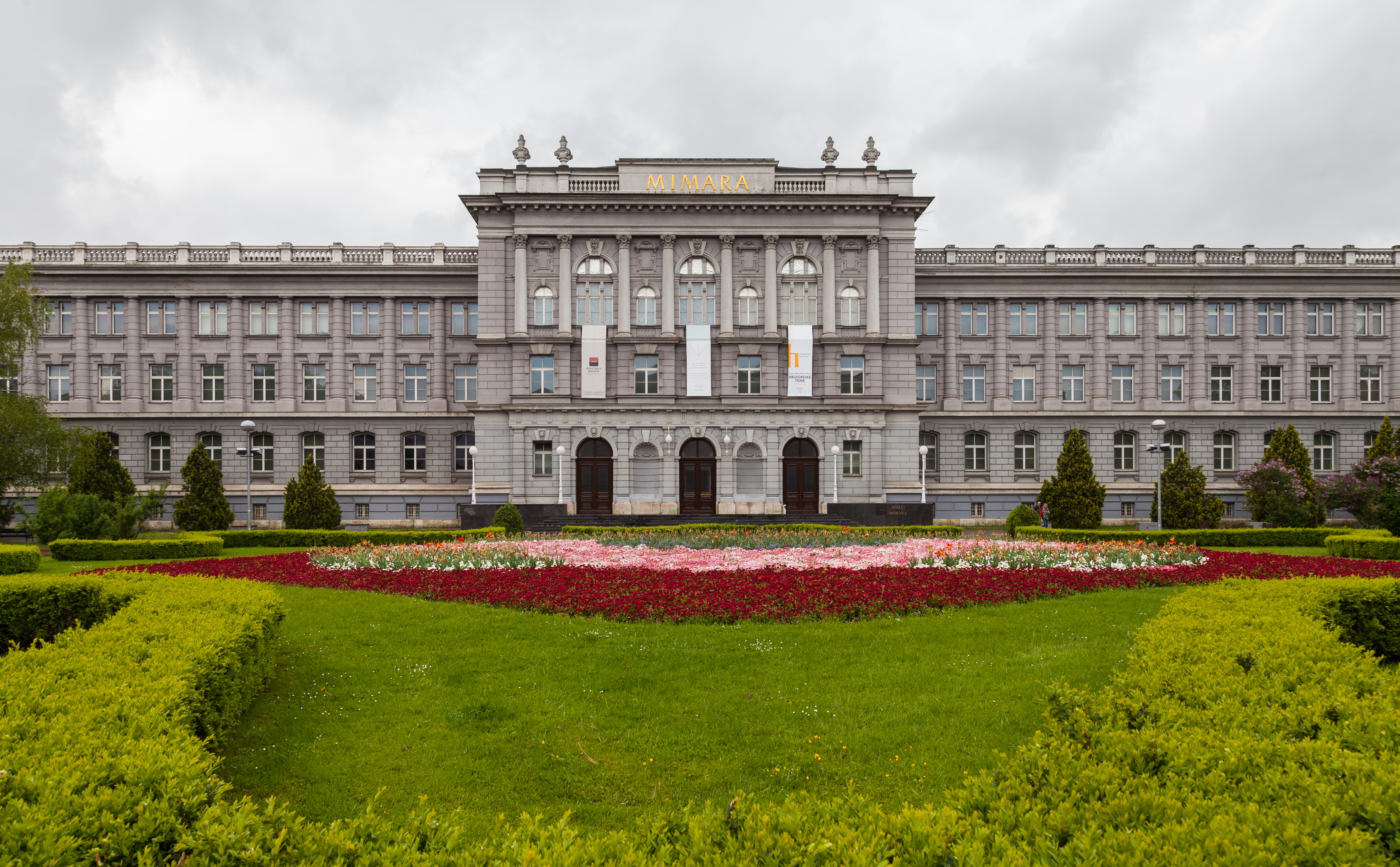
Mimara-Museum (2014)

Das Mimara-Museum (kroat. Muzej Mimara) ist ein Museum in der kroatischen Hauptstadt Zagreb. Es befindet sich am Roosevelt-Platz und wurde durch die Privatsammlung von Wiltrud und Ante Topić Mimara begründet.

## Geschichte
Das Gebäude des Museums wurde nach Plänen der Leipziger Architekten Robert Ludwig und Alfred Hülßner in den 1890er Jahren als Gymnasium erbaut und vom Zagreber Architekten Kuno Waidmann in den 1980er Jahren als Museum umgestaltet. Das Museum wurde im Jahr 1987 eröffnet.

## Sammlung
Zu seiner Sammlung gehören insgesamt 3700 Ausstellungsstücke aus der Steinzeit bis heute, von denen jeweils 1500 ausgestellt werden. Zu den wertvollsten Exponaten zählen Werke von
- Lorenzetti, Raffael, Giorgione, Veronese, Caravaggio, Canaletto
- 60 Gemälde der niederländischen Meister Rembrandt van Rijn, Van Goyen, Ruisdael
- 50 Arbeiten der flämischen Meister Van der Weyden, Bosch, Rubens, Van Dyck
- über 30 Werke der spanischen Meister Velázquez, Murillo, Goya
- 20 Gemälde der deutschen Meister Holbein, Liebermann, Leibl
- 30 Werke der englischen Künstler Gainsborough, Turner, Bonington und über
- 120 Gemälde der französischen Meister Georges de la Tour, Boucher, Chardin, Delacroix, Corot, Manet, Renoir, Degas.